# إميل غوستافسون
إميل غوستافسون هو لاعب رماية سويدي، ولد في 10 فبراير 1884 في Bräkne-Hoby ‏ في السويد، وتوفي في 9 يونيو 1954.

## وصلات خارجية
- إميل غوستافسون على موقع أوليمبيديا (الإنجليزية)
- إميل غوستافسون على موقع اللجنة الأولمبية السويدية (السويدية)